# Punta Rápido
La punta Rápido (en inglés: Rapid Point) es un cabo ubicado en el norte de la isla Gran Malvina en las islas Malvinas, siendo uno de los puntos más boreales de la isla. Se encuentra entre la bahía Bajío y puerto de la Cruzada, cerca de la isla Navidad y al frente de la isla Vigía.